# The Other Side of Earth
The Other Side of Earth – drugi album amerykańskiej grupy muzycznej Renata (zwanej później jako "The Last Goodnight"). Płytę wydano 23 września 2004. Reedycja płyty miała miejsce 16 maja 2003.

## Lista utworów
1. "The Flood"
2. "Elevator to the Other Side of Earth"
3. "Gone"
4. "Wherever I Want You"
5. "The Heights"
6. "Lights of London"
7. "The Wind"
8. "Your Song Plays on Tonight"
9. "Amaze Me"
10. "Brother"
11. "These Are the Days"
12. "Best Is Yet to Come"

### Reedycja z 2003
1. "I Remember You"
2. "Suitcase"
3. "Dream Fast, Dream Now"
4. "Wait"